# OpenDNS
OpenDNS er en gratis, ucensureret og frit tilgængelig DNS (Domain Name System) opslagstjeneste.

## Tjeneste
OpenDNS tilbyder DNS opslag  til forbrugere og virksomheder, som kan anvende tjenesten i stedet for deres 
internetudbyders DNS maskiner.

## Omgåelse af censur med OpenDNS
I Danmark er den mest almindelige årsag til at anvende OpenDNS at omgå myndighedernes censur af internettet. En række sider på internettet er i dag blokeret i Danmark, og denne blokade fungerer ved at internetudbydernes DNS servere giver fejlagtige svar, når en maskine forsøger at forbinde til en censureret side.
Et eksempel er den tidligere russiske hjemmeside allofmp3.com, der blev beskyldt for at sælge musik på internettet uden at betale royalties til pladeselskaberne, der ejer musikken. Når en webbrowser skal forbinde til denne hjemmeside, spørger den først en DNS server, hvilken IP adresse, tjenesten kan findes på. De danske internetudbydere er pålagt af myndighederne at få deres DNS servere til at svare med en ukorrekt IP adresse, som oplyser om censuren.
Hvis brugeren derimod har opsat sin maskine til at spørge OpenDNS om IP adressen, får webbrowseren derimod den korrekte IP adresse, 203.117.68.113, og kan dermed hente siden (som nu er tom).